# Little Clacton
 (avril 2023).
Pour les articles homonymes, voir Clacton.
Little Clacton est un village et une paroisse civile de l'Essex, en Angleterre.